# Un week-end sur deux
Un week-end sur deux és una pel·lícula dramàtica francesa de 1990 escrita i dirigida per Nicole Garcia. Va marcar el debut com a director de Garcia.
Es va estrenar fora de competició a la 47a Mostra Internacional de Cinema de Venècia. Va ser nominada a dos Premis César, a la millor pel·lícula debut i a la millor actriu (a Nathalie Baye).

## Argument
Camille és actriu, ha vist dies millors. Després del seu divorci, el seu marit va obtenir la custòdia dels seus dos fills. Només els veu cada dos caps de setmana, i és aquest. Però resulta que aquest cap de setmana té un compromís imprescindible per a una gala al Rotary Club de Vichy. No veu cap altra solució que endur-se el seu fill i la seva néta. El seu exmarit se n'assabenta, està furiós i vindrà a buscar-los. Camille fuig; va cap al sud amb els nens, intentant establir una relació més íntima amb ells, en particular amb el precoç i distant Vincent, un entusiasta de l'astronomia. Camille s'assabenta que s'espera una rara pluja de meteors uns dies després, a Espanya. Li suggereix a Vincent que hi vagin...

## Repartiment
- Nathalie Baye : Camille Valmont
- Felice Pasotti : Gaëlle
- Joachim Serreau : Vincent
- Miki Manojlović : Adrian
- Henri Garcin : Agent de Camille
- Marie Daëms : Graziella Jacquet
- Jacques Boudet : Jacquet
- Sacha Briquet : Albert

## Crítiques
| «                            | Per al seu debut com a cineasta, Nicole Garcia interpreta una actriu i provoca sorpresa. Perquè aquest retrat és el més lliure, el més agosarat que hi ha... Aquest viatge que comença sembla una sortida final, una deriva cap a la desesperació, però també un retorn a la vida. » | » |
| — Frédéric Strauss, Télérama | |   |

## Reconeixements
En la 16a cerimònia dels Premis César fou nominada a la millor actriu (Nathalie Baye) i a la Millor primera pel·lícula.